# Preembrión

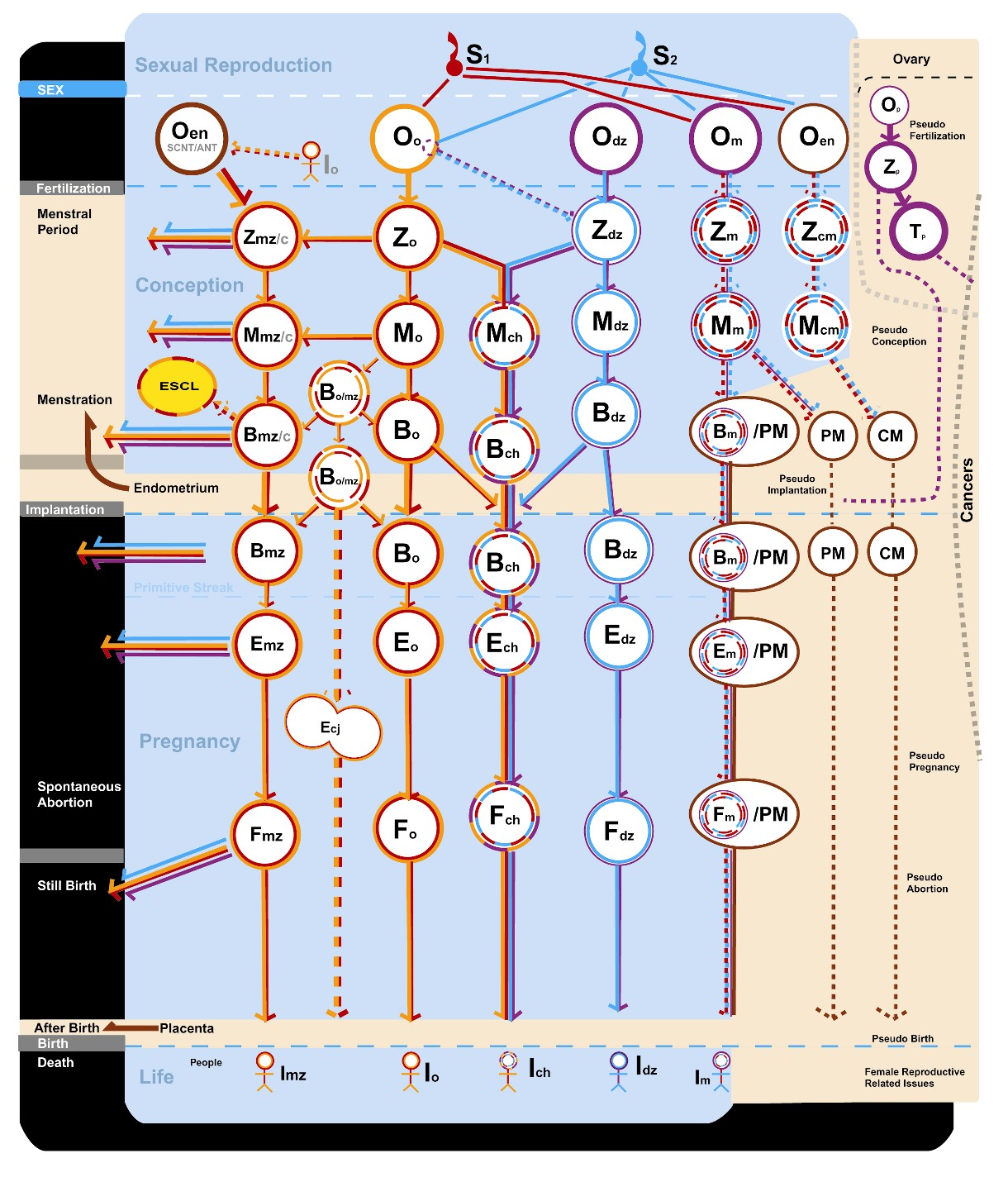
Desarrollo de preembrión.

El término preembrión es un concepto recientemente incorporado por algunos científicos al debate bioético con intención de diferenciar los primeros 14 días de desarrollo del embrión o cigoto humano del resto. Se trataría, por tanto, de la primera etapa de desarrollo — la etapa embrionaria. 
Otros científicos no admiten esta distinción, por considerarla carente de fundamento científico. Para estos la etapa embrionaria abarca desde la concepción hasta los 90 días de gestación, moment en el que el embrión pasa a denominarse "feto", ya que se ha desarrollado su organismo y puede ser reconocido por su aspecto externo como un bebé muy pequeñito.
Entre los primeros, hay dos posturas: por un lado, están quienes piensan que la etapa preembrionaria abarcaría desde la formación del cigoto, por la unión del óvulo y el espermatozoide, hasta el inicio de su diferenciación celular, que se estima que ocurre hacia el 7º día posterior a la concepción —cuando comienza a anidarse en la pared uterina—. Por otro lado, hay quienes toman como criterio la posibilidad de gemelación. Durante los primeros días de desarrollo, el embrión se puede dividir espontánea o artificialmente y constituir dos embriones idénticos (gemelos monocigóticos). De este modo, la etapa preembrionaria duraría hasta su anidación completa, hacia el día 14º, momento que coincide con la formación de la línea primitiva o cresta neural. A partir de este momento ya no tiene la posibilidad de dividirse para formar dos gemelos monocigóticos. Iniciada la diferenciación celular, con la formación de la línea primitiva o cresta neural, el preembrión pasaría a llamarse embrión, ya que no puede subdividirse sin morir. 
Otros científicos consideran que «el término "preembrión" carece de fundamento científico y pretende justificar diferentes investigaciones en el embrión, sin que existan trabas éticas y legales». Según una sentencia de la Gran Sala del Tribunal de Justicia de la Unión Europea, en el caso Oliver Brüstle vs. Greenpeace (18 de octubre de 2011), hay embrión desde la misma fecundación, así como en otras manipulaciones orientadas a activar el óvulo, y no se usa el término preembrión.
A este respecto, hay que tener en cuenta que, si bien la anidación representa un hito embriológico relevante en relación con el desarrollo del nuevo ser, sin embargo no es posible fijar el instante preciso de la incapacidad de dividirse debido a la continuidad del proceso biológico del desarrollo, por lo que la etapa de preembrión no puede ser perfilada científicamente.
En esta línea, el embrión es considerado como la etapa inicial del desarrollo de un individuo humano. 
El concepto de "preembrión", aunque sea posterior, tiene su origen en las investigaciones llevadas a cabo con cerdos por el embriólogo Washington en 1927, quien estudió el fenómeno de la gemelación observando la placenta de cerdos hembra procedentes de mataderos.[cita requerida] Después de mucho trabajo, no logró distinguir el proceso antes de los 20 días, y para no dejar la investigación detenida, propuso una hipótesis de trabajo y dibujó un esquema, que ha sido reelaborado varias veces, para completarlo de acuerdo con la imagen que ofrecen los nuevos descubrimientos, pero que no ha sido contrastado empíricamente desde entonces.[cita requerida]
La diferenciación celular implica que esa célula pierde su totipotencialidad (capacidad de la célula de diferenciarse hacia cualquier célula especializada del organismo). De ahí que el concepto de preembrión haya aparecido en el debate sobre la comercialización y experimentación con células madre embrionarias.